# 谢辅三
谢辅三（1904年—1980年），原名谢怀仁，以字行，安徽长丰人，国民革命军中将兵团司令官。
1939年6月被授予少将 1948年9月22日晋任陆军中将。1949年11月撤往台湾。

## 荣誉
- 四等云麾勋章（1946年12月16日批准[3]）